# Гран-при Испании 2010 года
Гран-при Испании 2010 года (официально LI Gran Premio de España) — гонка чемпионата мира «Формулы-1», которая прошла 9 мая на трассе Каталунья, Испания. Это была первая европейская и пятая гонка сезона 2010 Формулы-1.

## Перед Гран-при
Подготавливаясь к первой европейской гонке, многие команды серьёзно обновили свои шасси. Команда Virgin смогла решить свою проблему с маленьким размером топливного бака, увеличив колёсную базу шасси — не только для увеличения топливного бака, но и для абсолютно новой топливной системы. Помимо того, на шасси VR-01 появился «акулий плавник». Однако из-за извержений вулкана в Исландии, который прервал авиасообщение во время предыдущего Гран-при только один автомобиль удалось доработать к Барселоне, он достался Тимо Глоку. После нескольких перегревов моторов Ferrari, которые были как у основной команды, так и у клиентских команд, она получила разрешение от FIA на доработку моторов. Из-за обвинений в рекламе табачной продукции, которые вызвал штрихкод Marlboro, Ferrari удалила все его следы до начала уик-энда. Команда HRT подписала контракт с бывшим гонщиком Jaguar и Red Bull Racing Кристианом Клином в качестве тест-гонщика, дав ему возможность заменить Каруна Чандхока в первой сессии свободных заездов. Срок действия суперлицензии Клина истёк, поскольку он не участвовал в гонках более трёх лет (последний раз он участвовал в Гран-при Италии 2006 года. Австриец смог принять участие в практике, а его лицензия была возобновлена всего за десять минут до начала свободных заездов.

## Свободные заезды
Первая сессия свободных заездов обошлась без инцидентов, за исключением момента с гонщиком Sauber Педро де ла Росой, которого развернуло и он больше не покидал боксы из-за проблем с коробкой передач. Гонщики McLaren Льюис Хэмилтон и Дженсон Баттон возглавили протокол вместе с Михаэлем Шумахером, который завершил сессию третьим. Позже немец признал, что обновления W01 придали ему больше уверенности. Любимец местной публики Фернандо Алонсо из Ferrari был восьмым, между гонщиками Renault Робертом Кубицей и Виталием Петровым. Хейкки Ковалайнен в очередной раз оказался быстрейшим гонщиком среди новых команд, его Lotus T127 был на четыре секунды медленнее автомобиля Хэмилтона и на две секунды гонщика Williams Нико Хюлькенберга.
Вторая сессия сложилась неприятно для Хюлькенберга. Спустя двадцать минут от начала сессии он вылетел в гравий на выходе из поворота Campsa, машину развернуло и она врезалась в защитный барьер. За несколько минут до окончания практики гонщик Toro Rosso Хайме Альгерсуари остановился на трассе из-за проблем с автомобилем. Первое время показал Себастьян Феттель, на две десятых секунды от него отстал Марк Уэббер, а Шумахер снова установил третье время. Алонсо улучшил своё время, продвинувшись на четвёртую строку протокола, в то время как гонщики McLaren в лице Хэмилтона и Баттона откатились на пятую и девятую позиции соответственно. Ярно Трулли отобрал пальму первенства среди новых команд у напарника Ковалайнена.
В субботней тренировке, как и в предыдущей сессии, через двадцать минут после её начала начались инциденты. При атаке поребрика в четвёртом повороте вылетели Виталий Петров и Камуи Кобаяси. Sauber C29 японца завяз в гравии, а автомобиль российского гонщика врезался в защитный барьер и был сильно повреждён. За пять минут до окончания заглох мотор Mercedes на автомобиле Адриана Сутиля. В итоге первое время осталось за Феттелем, хотя оно было медленнее, показанного им в пятницу.

## Квалификация
Перед квалификацией гонщики Virgin и Виталий Петров получили штраф в виде потери пяти позиций на старте. Россиянин потерял позиции из-за смены коробки передач, а гонщики британской команды из-за того, что инженеры вовремя не предоставили информацию о передаточных числах коробки передач.
В первой квалификационной сессии отсеялись гонщики новых команд (среди которых Трулли показал лучшее время) и Рубенс Баррикелло. Лучшее время показал Марк Уэббер. Он смог остаться на первой строчке и во второй сессии. А в финальную часть квалификации не смогли пройти Сутиль (впервые в сезоне), де ла Роса, Хюлькенберг, Петров, Буэми, Альгерсуари и Льюцци. В заключительной части квалификации Фернандо Алонсо, выезжая из боксов, едва не задел Нико Росберга, за что впоследствии команда Ferrari получила штраф в размере 20 000 долларов. Уэббер остался на первой строчке и в финальной сессии, опередив напарника по команде на одну десятую секунды. А Феттель, ставший вторым, на семь десятых секунды опередил Льюиса Хэмилтона. После квалификации на машине Каруна Чандхока была заменена коробка передач и он потерял пять позиций на стартовой решётке.
| Место | №  | Имя               | Конструктор          | Часть 1  | Часть 2  | Часть 3  | Старт |
| ----- | -- | ----------------- | -------------------- | -------- | -------- | -------- | ----- |
| 1     | 6  | Марк Уэббер       | Red Bull-Renault     | 1:21,412 | 1:20,655 | 1:19,995 | 1     |
| 2     | 5  | Себастьян Феттель | Red Bull-Renault     | 1:21,680 | 1:20,772 | 1:20,101 | 2     |
| 3     | 2  | Льюис Хэмилтон    | McLaren-Mercedes     | 1:21,723 | 1:21,415 | 1:20,829 | 3     |
| 4     | 8  | Фернандо Алонсо   | Ferrari              | 1:21,957 | 1:21,549 | 1:20,937 | 4     |
| 5     | 1  | Дженсон Баттон    | McLaren-Mercedes     | 1:21,915 | 1:21,168 | 1:20,991 | 5     |
| 6     | 3  | Михаэль Шумахер   | Mercedes             | 1:22,528 | 1:21,557 | 1:21,294 | 6     |
| 7     | 11 | Роберт Кубица     | Renault              | 1:22,488 | 1:21,599 | 1:21,353 | 7     |
| 8     | 4  | Нико Росберг      | Mercedes             | 1:22,419 | 1:21,867 | 1:21,408 | 8     |
| 9     | 7  | Фелипе Масса      | Ferrari              | 1:22,564 | 1:21,841 | 1:21,585 | 9     |
| 10    | 23 | Камуи Кобаяси     | BMW Sauber-Ferrari   | 1:22,577 | 1:21,725 | 1:21,984 | 10    |
| 11    | 14 | Адриан Сутиль     | Force India-Mercedes | 1:22,628 | 1:21,985 |          | 11    |
| 12    | 22 | Педро де ла Роса  | BMW Sauber-Ferrari   | 1:22,211 | 1:22,026 |          | 12    |
| 13    | 10 | Нико Хюлькенберг  | Williams-Cosworth    | 1:22,857 | 1:22,131 |          | 13    |
| 14    | 12 | Виталий Петров    | Renault              | 1:22,976 | 1:22,139 |          | 191   |
| 15    | 16 | Себастьен Буэми   | Toro Rosso-Ferrari   | 1:22,699 | 1:22,191 |          | 14    |
| 16    | 17 | Хайме Альгерсуари | Toro Rosso-Ferrari   | 1:22,593 | 1:22,207 |          | 15    |
| 17    | 15 | Витантонио Льюцци | Force India-Mercedes | 1:23,084 | 1:22,854 |          | 16    |
| 18    | 9  | Рубенс Баррикелло | Williams-Cosworth    | 1:23,125 |          |          | 17    |
| 19    | 18 | Ярно Трулли       | Lotus-Cosworth       | 1:24,674 |          |          | 18    |
| 20    | 19 | Хейкки Ковалайнен | Lotus-Cosworth       | 1:24,748 |          |          | 20    |
| 21    | 24 | Тимо Глок         | Virgin-Cosworth      | 1:25,475 |          |          | 222   |
| 22    | 25 | Лукас ди Грасси   | Virgin-Cosworth      | 1:25,556 |          |          | 232   |
| 23    | 20 | Карун Чандхок     | HRT-Cosworth         | 1:26,750 |          |          | 243   |
| 24    | 21 | Бруно Сенна       | HRT-Cosworth         | 1:27,122 |          |          | 21    |

Примечания
1.↑  — Виталий Петров получил штраф и потерял пять позиций на старте из-за смены коробки передач после аварии на свободных заездах.
2.↑  — Гонщики Virgin Тимо Глок и Лукас ди Грасси получили штраф на потерю пяти мест на стартовой решётке из-за того, что команда вовремя не сообщила о передаточных числах коробки передач.
3.↑  — Гонщик HRT Карун Чандхок также потерял пять мест из-за смены коробки передач.

## Гонка
| Место | С  | +/- | №  | Гонщик             | Конструктор          | Ш | Круги | Время/причина схода | О  |
| ----- | -- | --- | -- | ------------------ | -------------------- | - | ----- | ------------------- | -- |
| 1     | 1  | ▬   | 6  | Марк Уэббер        | Red Bull-Renault     | B | 66    | 1:35:44,101         | 25 |
| 2     | 4  | ▲2  | 8  | Фернандо Алонсо    | Ferrari              | B | 66    | +24,065             | 18 |
| 3     | 2  | ▼1  | 5  | Себастьян Феттель  | Red Bull-Renault     | B | 66    | +51,338             | 15 |
| 4     | 6  | ▲2  | 3  | Михаэль Шумахер    | Mercedes             | B | 66    | +1:02,195           | 12 |
| 5     | 5  | ▬   | 1  | Дженсон Баттон     | McLaren-Mercedes     | B | 66    | +1:03,728           | 10 |
| 6     | 9  | ▲3  | 7  | Фелипе Масса       | Ferrari              | B | 66    | +1:05,767           | 8  |
| 7     | 11 | ▲4  | 14 | Адриан Сутиль      | Force India-Mercedes | B | 66    | +1:12,941           | 6  |
| 8     | 7  | ▼1  | 11 | Роберт Кубица      | Renault              | B | 66    | +1:03,677           | 4  |
| 9     | 17 | ▲8  | 9  | Рубенс Баррикелло  | Williams-Cosworth    | B | 65    | +1 круг             | 2  |
| 10    | 15 | ▲5  | 17 | Хайме Альгерсуари2 | Toro Rosso-Ferrari   | B | 65    | +1 круг             | 1  |
| 11    | 19 | ▲8  | 12 | Виталий Петров     | Renault              | B | 65    | +1 круг             |    |
| 12    | 10 | ▼2  | 23 | Камуи Кобаяси      | BMW Sauber-Ferrari   | B | 65    | +1 круг             |    |
| 13    | 8  | ▼5  | 4  | Нико Росберг       | Mercedes             | B | 65    | +1 круг             |    |
| 14    | 3  | ▼11 | 2  | Льюис Хэмилтон     | McLaren-Mercedes     | B | 64    | +2 круга/Авария     |    |
| 15    | 16 | ▲1  | 15 | Витантонио Льюцци  | Force India-Mercedes | B | 64    | +2 круга/Двигатель  |    |
| 16    | 13 | ▼3  | 10 | Нико Хюлькенберг   | Williams-Cosworth    | B | 64    | +2 круга            |    |
| 17    | 18 | ▲1  | 18 | Ярно Трулли        | Lotus-Cosworth       | B | 63    | +3 круга            |    |
| 18    | 22 | ▲4  | 24 | Тимо Глок          | Virgin-Cosworth      | B | 63    | +3 круга            |    |
| 19    | 23 | ▲4  | 25 | Лукас ди Грасси    | Virgin-Cosworth      | B | 62    | +4 круга            |    |
| Сход  | 14 | ▼6  | 16 | Себастьен Буэми1   | Toro Rosso-Ferrari   | B | 42    | Гидравлика          |    |
| Сход  | 24 | ▲3  | 20 | Карун Чандхок      | HRT-Cosworth         | B | 27    | Подвеска            |    |
| Сход  | 12 | ▼9  | 22 | Педро де ла Роса   | BMW Sauber-Ferrari   | B | 18    | Прокол              |    |
| Сход  | 21 | ▼2  | 21 | Бруно Сенна        | HRT-Cosworth         | B | 0     | Авария              |    |
| НС    | 20 |     | 19 | Хейкки Ковалайнен  | Lotus-Cosworth       | B |       | Коробка передач     |    |

: 1.↑  — Себастьен Буэми наказан штрафом «проезд через пит-лейн» за опасный выезд с пит-лейн.
2.↑  — Хайме Альгерсуари наказан штрафом «проезд через пит-лейн» за инициирование столкновения с Каруном Чандхоком.

## Положение в чемпионате после Гран-при
| Место | +/- | Гонщик            | Очки |
| ----- | --- | ----------------- | ---- |
| 1     | ▬   | Дженсон Баттон    | 70   |
| 2     | ▲1  | Фернандо Алонсо   | 67   |
| 3     | ▲2  | Себастьян Феттель | 60   |
| 4     | ▲4  | Марк Уэббер       | 53   |
| 5     | ▼3  | Нико Росберг      | 50   |

| Место | +/- | Конструктор      | Очки |
| ----- | --- | ---------------- | ---- |
| 1     | ▬   | McLaren-Mercedes | 119  |
| 2     | ▬   | Ferrari          | 116  |
| 3     | ▬   | Red Bull-Renault | 113  |
| 4     | ▬   | Mercedes         | 72   |
| 5     | ▬   | Renault          | 50   |

- Примечание: Только 5 позиций включены в обе таблицы.